# Bizzarrini P538S
La Bizzarrini P538S è un'autovettura da competizione prodotta dalla Bizzarrini nel 1966.

## Sviluppo
Nel 1966 Giotto Bizzarrini, il quale da due anni produceva in proprio autovetture sportive, decise di interessarsi anche della realizzazione di mezzi da impiegare in ambito agonistico. Il primo modello di questo tipo fu proprio la P538S.

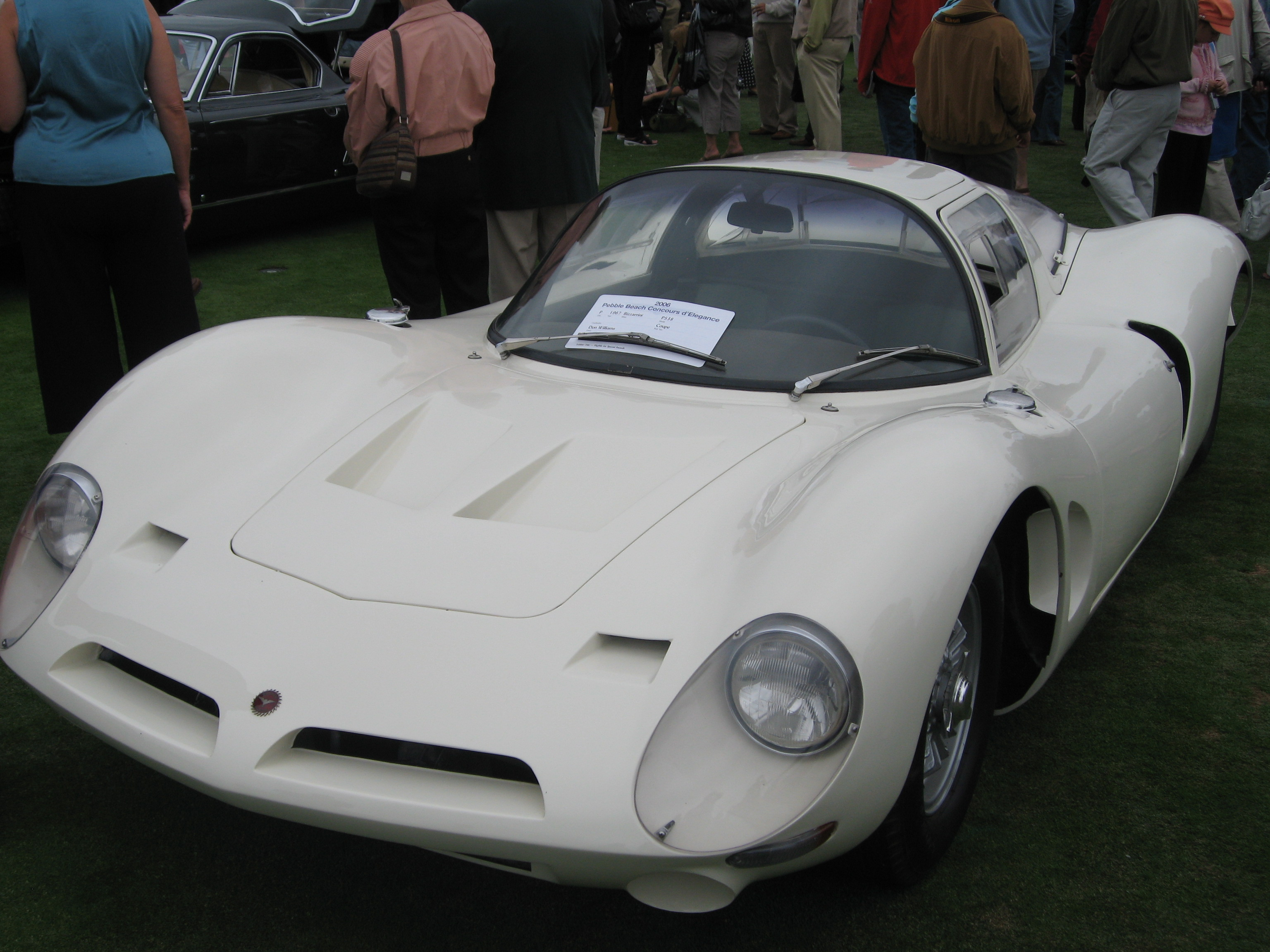
Bizzarrini P538 Duca d'Aosta

Basandosi su questa vettura il designer Giorgetto Giugiaro propose a Bizzarrini di costruire una nuova one-off. L'affare si concluse e il telaio del mezzo venne inviato alla nuova sede della Italdesign. Durante i test il prototipo rimase però danneggiato e l'accordo tra Giorgetto e Giotto saltò. Ciò che rimaneva dell'auto venne recuperato da un appassionato che provvide a ricostruirla con un corpo del tipo barchetta e a equipaggiarla con un propulsore Chevrolet.
Solamente un solo esemplare venne realizzato in configurazione coupé, per l'esattezza il numero di telaio "0004", e fu dedicato a Sua Altezza Reale il Principe Amedeo di Savoia, duca d'Aosta. Infatti l'esemplare fu denominato "Duca d'Aosta", e venne finito di colore Bianco.
Comperata dal principe Amedeo nella fine del 1966, fu colorata di Rosso nel 1970. Il Duca ne mantenne il possesso fino a metà degli anni 90' del XX Secolo quando fu acquistata da un collezionista americano che la riportò al suo colore originale. 

## Tecnica
Come propulsore era impiegato un Chevrolet V8 dalla potenza di 355 cv (e dalla sua configurazione il modello traeva in parte il proprio nome, in quanto P stava per trazione Posteriore, 53 si riferiva ai 5300 cm³ del motore, 8 erano i cilindri del V8 e S stava per Sportcar). Alcuni modelli erano invece forniti di un Lamborghini V12 da 400 cv. Il corpo vettura era in fibra di vetro ed era adagiato su di un telaio tubolare.

## Attività sportiva
L'inizio della carriera della P538S non fu positivo, in quanto il primo telaio costruito, condotto in alcuni test dal pilota Edgar Berney, fini distrutto in un incidente. Successivamente, il secondo telaio venne venduto a un cliente statunitense, il quale lo fece correre senza successo in alcune corse nazionali. Il terzo telaio fu iscritto alla 24 Ore di Le Mans del 1966, ma fu costretto al ritiro per un guasto tecnico dopo appena sette giri. Nel 1967 il mezzo venne nuovamente portato alla famosa corsa di durata, ma per motivi mai chiariti non passò i test per l'iscrizione alla gara.